# Sainte-Honorine-de-Ducy
Pour les articles homonymes, voir Sainte-Honorine.
Sainte-Honorine-de-Ducy est une commune française, située dans le département du Calvados en région Normandie, peuplée de 136 habitants.

## Géographie
La commune est au sud du Bessin. Son bourg est à 7 km au nord de Caumont-l'Éventé, à 8,5 km au sud-est de Balleroy, à 14,5 km à l'ouest de Tilly-sur-Seulles et à 15 km au nord-ouest de Villers-Bocage.
La rivière Aurette, affluent de l'Aure, prend sa source sur le territoire de la commune.
Les principaux lieux-dits sont les Maréchaux et l'Église.
| Foulognes | Cahagnolles                            | Cahagnolles                            |
| Foulognes | Sainte-Honorine-de-Ducy                | Caumont-sur-Aure (comm. dél. de Livry) |
| Foulognes | Caumont-sur-Aure (comm. dél. de Livry) | Caumont-sur-Aure (comm. dél. de Livry) |

### Hydrographie
La commune est située dans le bassin Seine-Normandie. Elle est drainée par l'Aurette, le fossé 01 de la Vignais, le fossé 01 du Mont Roty et l'Aurette,,.
L'Aurette, d'une longueur de 12 km, prend sa source dans la commune  et se jette  dans l'Aure à Trungy, après avoir traversé six communes. 

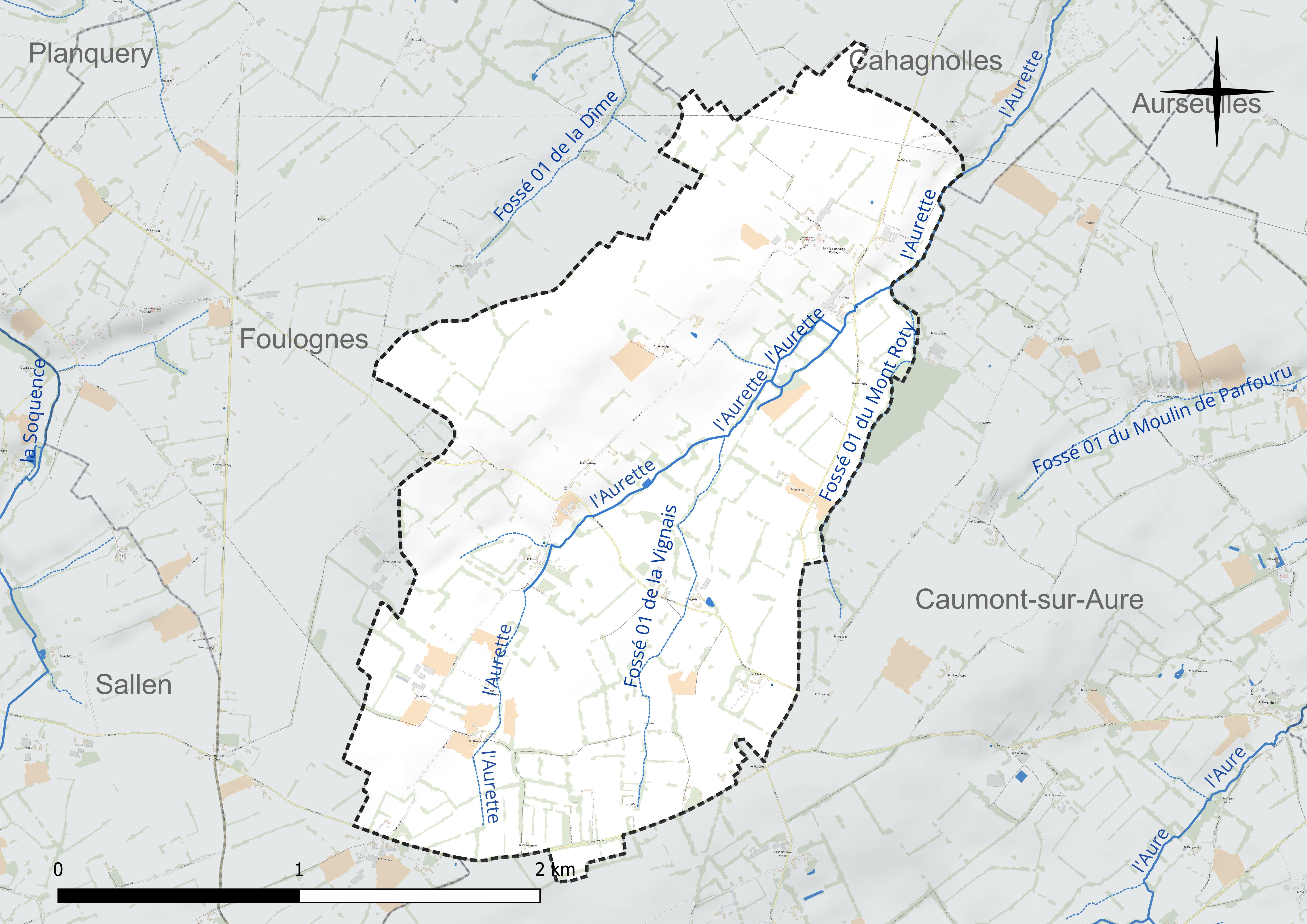
Réseau hydrographique de Sainte-Honorine-de-Ducy.

### Climat
Pour des articles plus généraux, voir Climat de la Normandie et Climat du Calvados.
En 2010, le climat de la commune est de type climat océanique franc, selon une étude du CNRS s'appuyant sur une série de données couvrant la période 1971-2000. En 2020, Météo-France publie une typologie des climats de la France métropolitaine dans laquelle la commune est exposée à un climat océanique et est dans la région climatique  Normandie (Cotentin, Orne), caractérisée par une pluviométrie relativement élevée (850 mm/a) et un été frais (15,5 °C) et venté. Parallèlement le GIEC normand, un groupe régional d'experts sur le climat, différencie quant à lui, dans une étude de 2020, trois grands types de climats pour la région Normandie, nuancés à une échelle plus fine par les facteurs géographiques locaux. La commune est, selon ce zonage, exposée à un « climat contrasté des collines », correspondant au Bocage normand, bien arrosé, voire très arrosé sur les reliefs les plus exposés au flux d'ouest, et frais en raison de l'altitude.
Pour la période 1971-2000, la température annuelle moyenne est de 10,4 °C, avec  une amplitude thermique annuelle de 11,9 °C. Le cumul annuel moyen de précipitations est de 880 mm, avec 13,1 jours de précipitations en janvier et 7,7 jours en juillet. Pour la période 1991-2020, la température moyenne annuelle observée sur la station météorologique la plus proche, située sur la commune de Balleroy-sur-Drôme à 6 km à vol d'oiseau, est de 11,2 °C et le cumul annuel moyen de précipitations est de 924,3 mm,. Pour l'avenir, les paramètres climatiques de la commune estimés pour 2050 selon différents scénarios d'émission de gaz à effet de serre sont consultables sur un site dédié publié par Météo-France en novembre 2022.

## Urbanisme

### Typologie
Au 1er janvier 2024, Sainte-Honorine-de-Ducy est catégorisée commune rurale à habitat très dispersé, selon la nouvelle grille communale de densité à 7 niveaux définie par l'Insee en 2022.
Elle est située hors unité urbaine. Par ailleurs la commune fait partie de l'aire d'attraction de Caen, dont elle est une commune de la couronne,. Cette aire, qui regroupe 296 communes, est catégorisée dans les aires de 200 000 à moins de 700 000 habitants,.

### Occupation des sols
L'occupation des sols de la commune, telle qu'elle ressort de la base de données européenne d'occupation biophysique des sols Corine Land Cover (CLC), est marquée par l'importance des territoires agricoles (100 % en 2018), une proportion identique à celle de 1990 (100 %). La répartition détaillée en 2018 est la suivante : 
prairies (75,7 %), terres arables (24,3 %). L'évolution de l'occupation des sols de la commune et de ses infrastructures peut être observée sur les différentes représentations cartographiques du territoire : la carte de Cassini (XVIIIe siècle), la carte d'état-major (1820-1866) et les cartes ou photos aériennes de l'IGN pour la période actuelle (1950 à aujourd'hui).

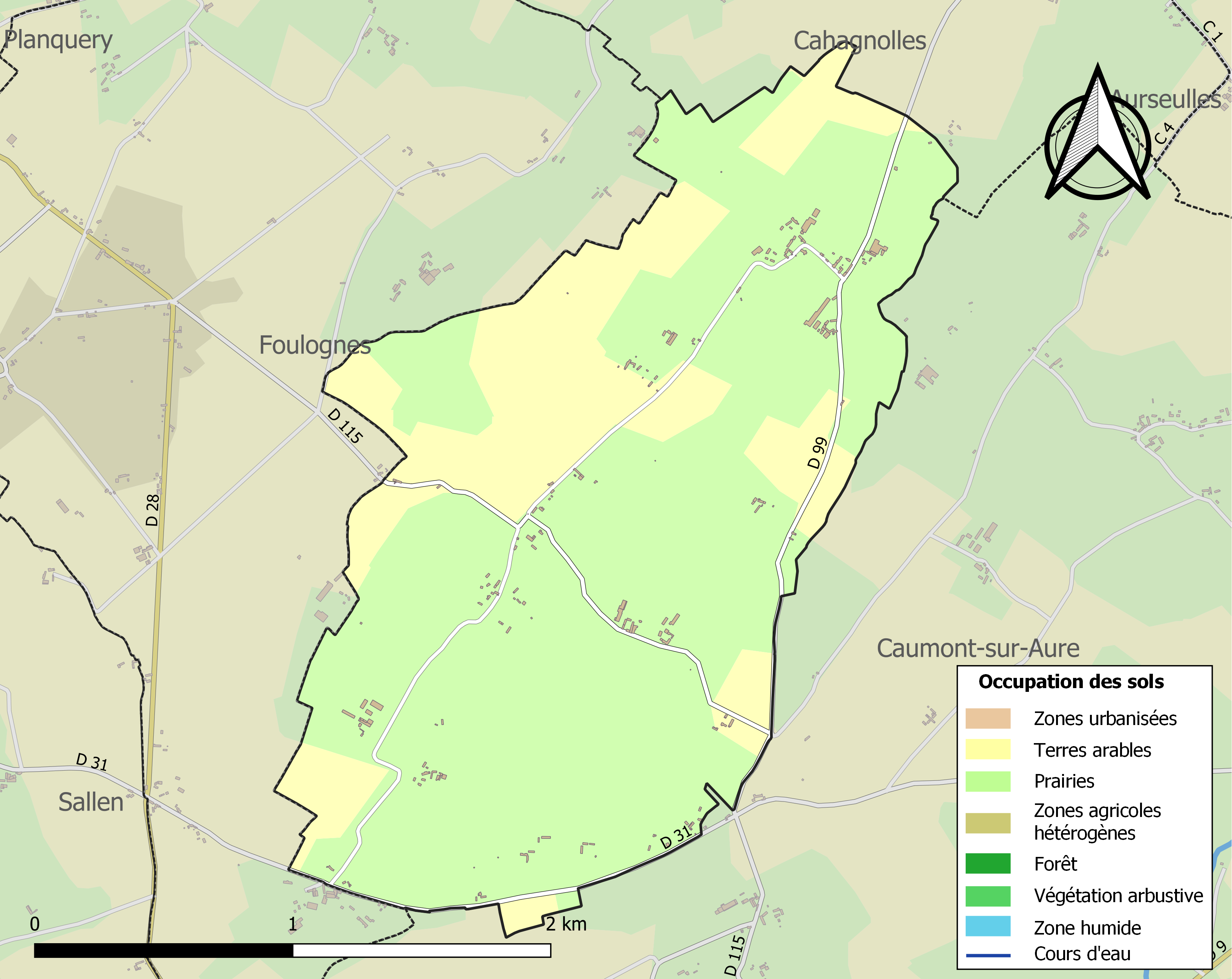
Carte des infrastructures et de l'occupation des sols de la commune en 2018 (CLC).

## Toponymie
Le nom de la localité est attesté sous la forme Ste Honorine de Dussy au XIIIe siècle. La paroisse et son église sont dédiées à Honorine de Graville, martyre au début du IVe siècle. Ducy serait issu d'un anthroponyme roman tel que Doccius ou Dussius.

## Politique et administration
| Période                                  | Période   | Identité            | Étiquette | Qualité      |
| ---------------------------------------- | --------- | ------------------- | --------- | ------------ |
| 1965                                     | mars 2001 | Pierre Fourey       |           |              |
| mars 2001                                | mars 2008 | Ginette Henrotte    |           |              |
| mars 2008                                | En cours  | Catherine Catherine | SE        | Agricultrice |
| Les données manquantes sont à compléter. |           |                     |           |              |

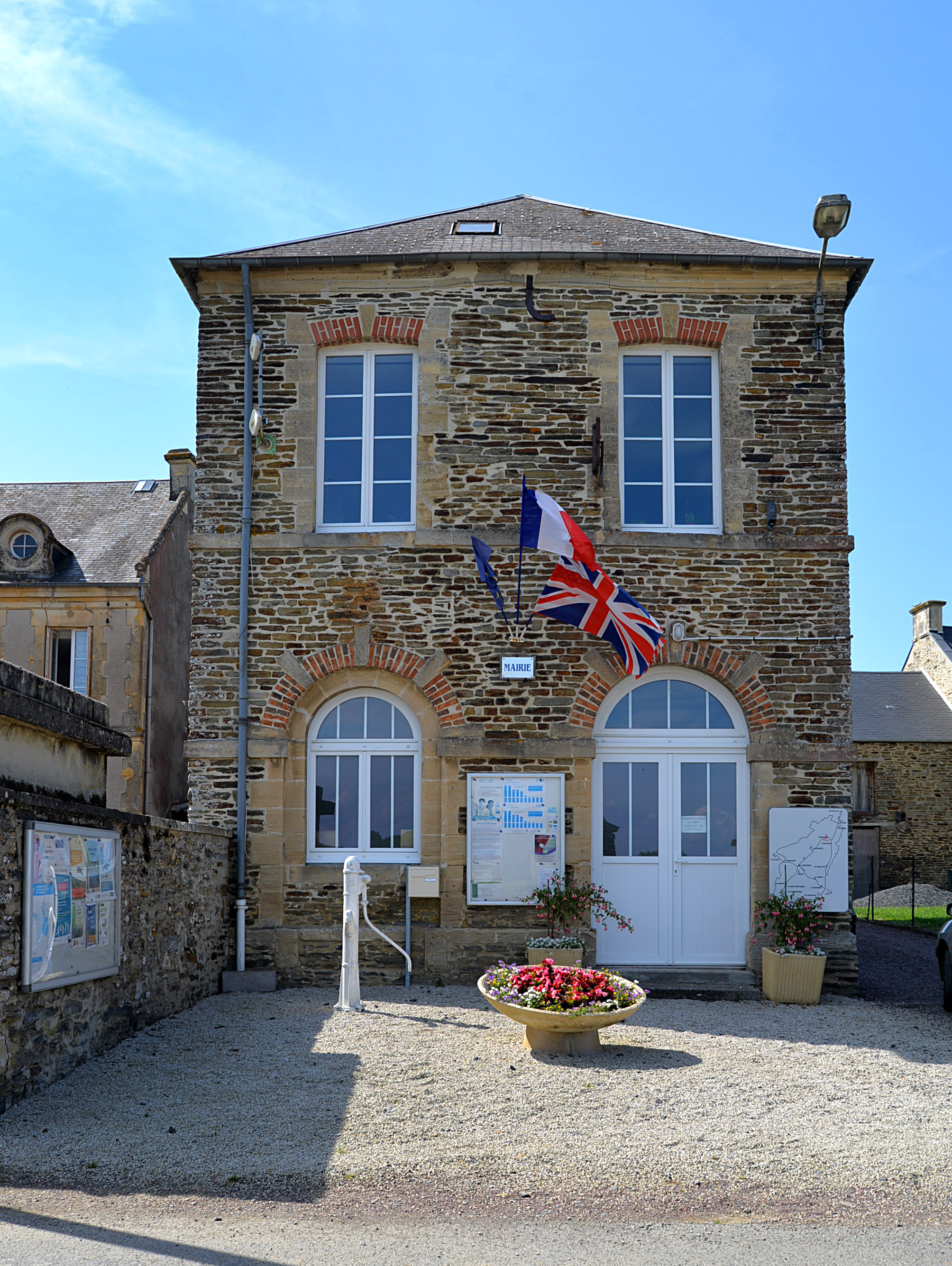
La mairie.

Le conseil municipal est composé de neuf membres (pour onze sièges) dont le maire et deux adjoints.

## Démographie
L'évolution du nombre d'habitants est connue à travers les recensements de la population effectués dans la commune depuis 1793. Pour les communes de moins de 10 000 habitants, une enquête de recensement portant sur toute la population est réalisée tous les cinq ans, les populations de référence des années intermédiaires étant quant à elles estimées par interpolation ou extrapolation. Pour la commune, le premier recensement exhaustif entrant dans le cadre du nouveau dispositif a été réalisé en 2005.
En 2022, la commune comptait 136 habitants, en évolution de +6,25 % par rapport à 2016 (Calvados : +1,58 %, France hors Mayotte : +2,11 %).
Au premier recensement républicain, en 1793, Sainte-Honorine-de-Ducy comptait 437 habitants, population jamais atteinte depuis.
| 1793 | 1800 | 1806 | 1821 | 1831 | 1836 | 1841 | 1846 | 1851 |
| ---- | ---- | ---- | ---- | ---- | ---- | ---- | ---- | ---- |
| 437  | 399  | 413  | 359  | 331  | 336  | 307  | 328  | 350  |

| 1856 | 1861 | 1866 | 1872 | 1876 | 1881 | 1886 | 1891 | 1896 |
| ---- | ---- | ---- | ---- | ---- | ---- | ---- | ---- | ---- |
| 331  | 303  | 296  | 279  | 286  | 297  | 256  | 265  | 234  |

| 1901 | 1906 | 1911 | 1921 | 1926 | 1931 | 1936 | 1946 | 1954 |
| ---- | ---- | ---- | ---- | ---- | ---- | ---- | ---- | ---- |
| 233  | 223  | 230  | 199  | 199  | 173  | 208  | 197  | 191  |

| 1962 | 1968 | 1975 | 1982 | 1990 | 1999 | 2005 | 2006 | 2010 |
| ---- | ---- | ---- | ---- | ---- | ---- | ---- | ---- | ---- |
| 194  | 158  | 128  | 117  | 113  | 116  | 133  | 132  | 133  |

| 2015 | 2020 | 2022 | - | - | - | - | - | - |
| ---- | ---- | ---- | - | - | - | - | - | - |
| 130  | 136  | 136  | - | - | - | - | - | - |

## Lieux et monuments
- Église Sainte-Honorine des XIIe, XVe et XXe siècles.

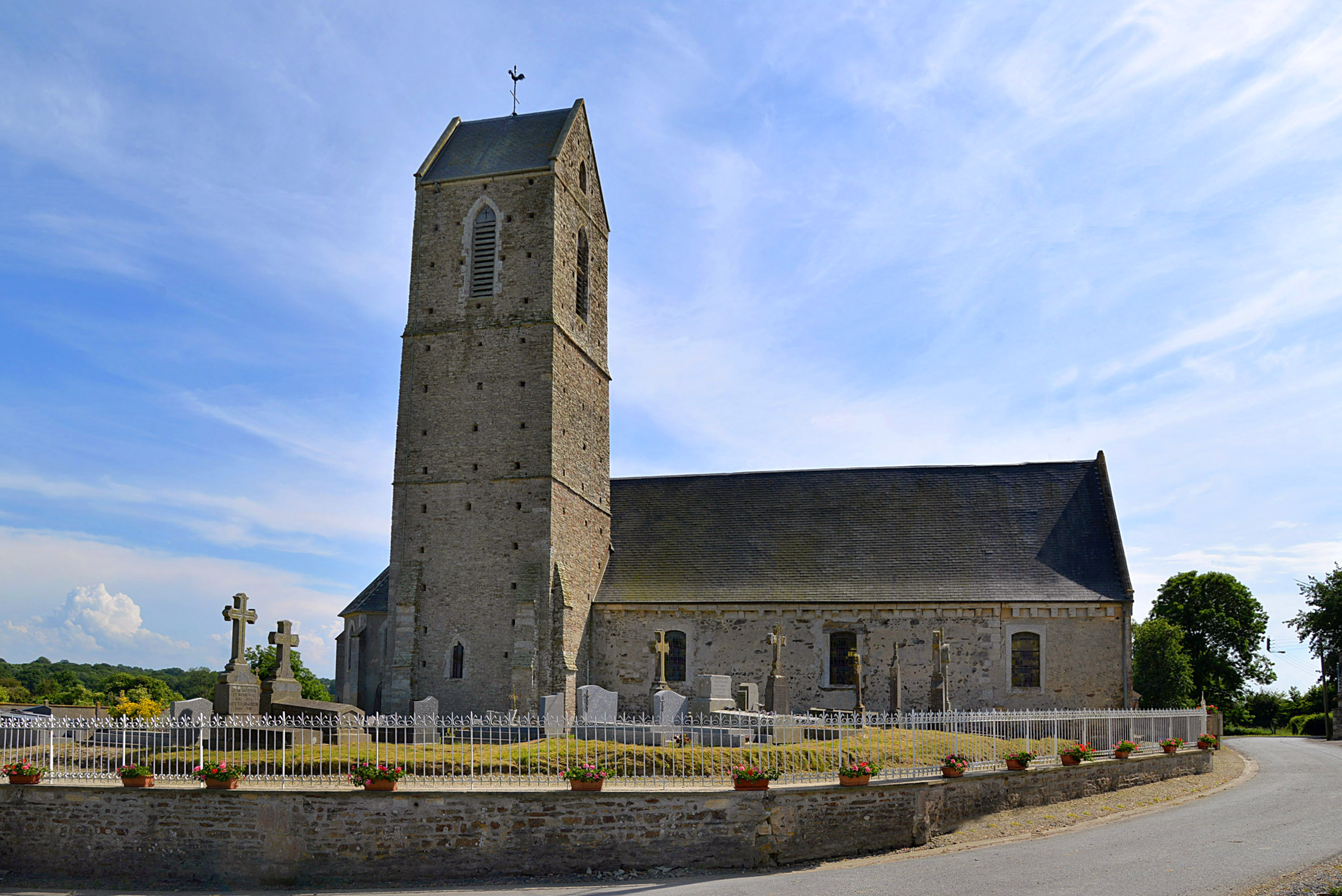
L'église Sainte-Honorine. Vue nord.
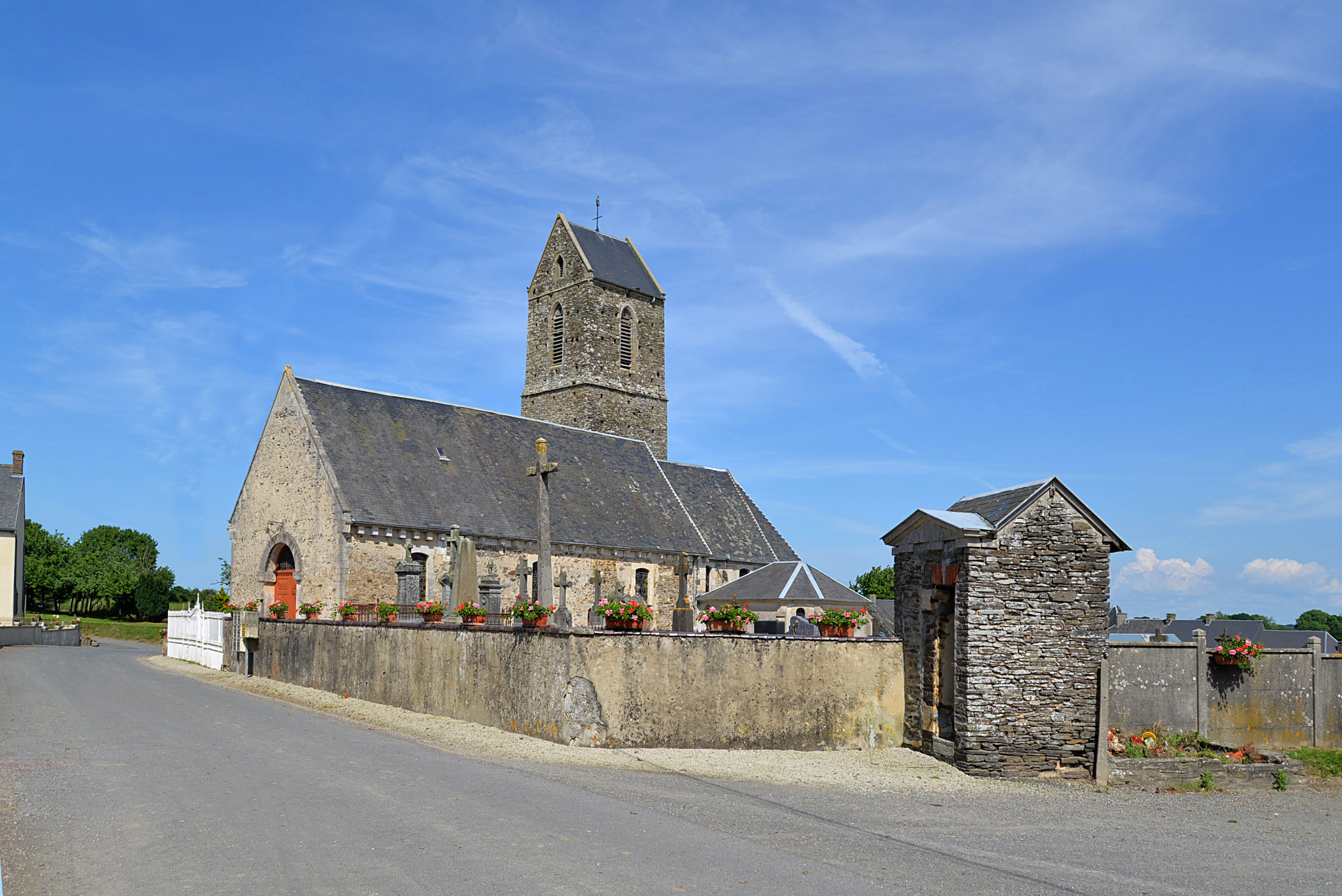
L'église Sainte-Honorine. Vue sud-ouest.
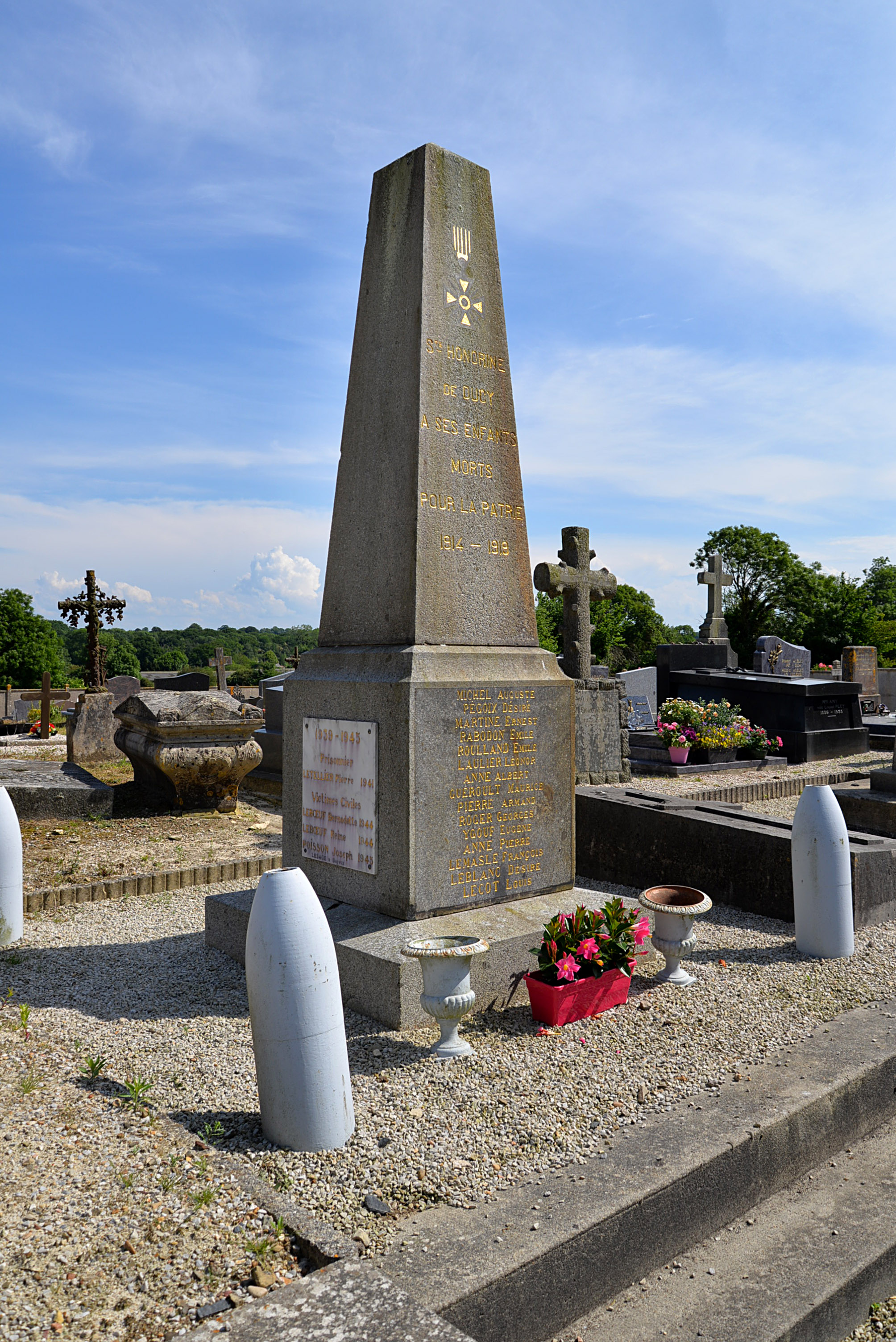
Le monument aux morts.